# 体感予報
『体感予報』（たいかんよほう）は、鯛野ニッケによる日本のボーイズラブ漫画及びそれを原作とするテレビドラマ。2020年11月21日より、コミックシーモア内の「Ficus」レーベル（シーモアコミックス）で連載中。
2023年7月現在、コミックシーモアなどで累計DL数1000万部を突破している。
「BLアワード2023」BESTコミックで1位、「電子コミック大賞2023」BL部門賞を受賞。
2023年8月より、毎日放送にてテレビドラマが放送された。

## あらすじ
イケメン気象予報士・瀬ヶ崎とエロ漫画家の葉は同棲している。家での瀬ヶ崎はとんでもない暴君であり、葉は家事全般を担っているほか、晴れの前の日にセックスの相手を務めるという決まったルールもある。なぜなら、漫画家として売れない葉は『衣食住の面倒を見る代わりに瀬ヶ崎の言うことを全部聞く』という契約を結んだからだ。

## 登場人物

### 主要人物
瀬ヶ崎瑞貴（せがさき みずき）
イケメンの気象予報士。TVではさわやかなキャラクターだが家では一転して強引な態度をとる。
棚田葉（たなだ よう）
エロ漫画家でペンネームは「ダヨ」。元々は瑞貴の大学の後輩で、彼から「衣食住の面倒を見る代わりに言うことを聞く」という案に乗ることになり瑞貴宅に居候して漫画を描きながら家事のみならず性行為の相手も務めている。漫画の方はさっぱり売れておらず、レビューには「抜けない」と書かれるほど。
万（まん）
葉のオタク仲間の女性で既婚の同人作家。

## 書誌情報
- 鯛野ニッケ『体感予報』リブレ〈BE×BOY COMICS DELUXE〉、既刊1巻（2023年7月現在）、
  1. 2022年11月10日発売[4][5]、ISBN 978-4-79-976008-6

## テレビドラマ
2023年8月11日（10日深夜）から10月13日（12日深夜）まで、毎日放送の「ドラマシャワー」枠で放送された。主演は樋口幸平と増子敦貴（GENIC）。

### キャスト
瀬ヶ崎瑞貴
演 - 樋口幸平
気象予報士。
棚田葉
演 - 増子敦貴 (GENIC)
売れないエロ漫画家。
万さん / 松平可奈美（まつだいら かなみ）
演 - 松村沙友理
同人作家。
松平篤弥（まつだいら あつや）
演 - 水石亜飛夢
プロ漫画家で、万さんの夫。

### スタッフ
- 原作 - 鯛野ニッケ『体感予報』（ソルマーレ編集部 刊）[6]
- 脚本 - 高橋名月、船曳真珠[6]
- 監督 - 加藤綾佳、船曳真珠、安村栄美[6]
- 音楽 - 渡辺亮希、小内喜文[6]
- オープニング主題歌 - GANG PARADE「Träumerei」（FUELED BY MENTAIKO / Warner Music Japan）[7]
- エンディング主題歌 - Absolute area「ノスタルジア」（rhythm zone）[8]
- ニュース原稿監修 - 気象大学校
- 気象キャスター指導 - オフィス気象キャスター
- 制作プロダクション - ヒューマックスシネマ
- 協力プロダクション - NeedyGreedy
- 製作 - 「体感予報」製作委員会、毎日放送

### 放送日程
| 話数   | 放送日   | 脚本     | 監督     |
| ------ | -------- | -------- | -------- |
| 第1話  | 08月11日 | 高橋名月 | 加藤綾佳 |
| 第2話  | 08月18日 | 高橋名月 | 加藤綾佳 |
| 第3話  | 09月01日 | 高橋名月 | 船曳真珠 |
| 第4話  | 09月08日 | 船曳真珠 | 安村栄美 |
| 第5話  | 09月15日 | 船曳真珠 | 安村栄美 |
| 第6話  | 09月29日 | 船曳真珠 | 船曳真珠 |
| 第7話  | 10月06日 | 船曳真珠 | 船曳真珠 |
| 最終話 | 10月13日 | 高橋名月 | 加藤綾佳 |

### 放送局
| 放送期間                 | 放送時間                     | 放送局       | 対象地域   | 備考           |
| ------------------------ | ---------------------------- | ------------ | ---------- | -------------- |
| 2023年8月11日 - 10月13日 | 金曜 1:00 - 1:30（木曜深夜） | テレビ神奈川 | 神奈川県   | 29分先行放送。 |
|                          | 金曜 1:29 - 1:59（木曜深夜） | 毎日放送     | 近畿広域圏 | 製作局         |
| 2023年8月16日 - 10月18日 | 水曜 0:30 - 1:00（火曜深夜） | 群馬テレビ   | 群馬県     |                |
| 2023年8月17日 - 10月19日 | 木曜 1:00 - 1:30（水曜深夜） | とちぎテレビ | 栃木県     |                |
|                          | 木曜 23:00 - 23:30           | テレビ埼玉   | 埼玉県     |                |
|                          |                              | 千葉テレビ   | 千葉県     |                |

### ネット配信
| 配信開始月 | 配信サイト    | 配信料金     | 備考       |
| ---------- | ------------- | ------------ | ---------- |
| 2023年8月  | MBS動画イズム | 広告付き無料 | 見逃し配信 |
| 2023年8月  | TVer          | 広告付き無料 | 見逃し配信 |

| 毎日放送 ドラマシャワー | 毎日放送 ドラマシャワー | 毎日放送 ドラマシャワー |
| 前番組                  | 番組名                  | 次番組                  |
| ----------------------- | ----------------------- | ----------------------- |
| 4月の東京は…            | 体感予報                | ワンルームエンジェル    |